# Centaurea musimomum
Centaurea musimomum (Centaurea musimonum) — вид квіткових рослин айстрових (Asteraceae). Ареал: Марокко, Алжир.

## Середовище
Населяє кам'янисті місцевості.

## Морфологічна характеристика
Це напівкущик 10–15 см заввишки, з малим стеблом. Листки ліроподібно-перистороздільні, прикореневі довгочерешкові. Квіткова голова поодинока, 1–2 см, білувато-запушені, шипуваті. Квітки жовті. Період цвітіння: літо.